# Xã Lower Heidelberg, Quận Berks, Pennsylvania
Xã Lower Heidelberg (tiếng Anh: Lower Heidelberg Township) là một xã thuộc quận Berks, tiểu bang Pennsylvania, Hoa Kỳ. Năm 2010, dân số của xã này là 5.513 người.